# Намесништва у Краљевини Југославији
Намесништва у Краљевини Југославији била су вршилац владалачке власти у периоду од октобра 1934. до марта 1941. и од марта до новембра 1945. и оба пута су владала у име краља Петра II Карађорђевића. Прво Намесништво формирано је октобра 1934, након убиства краља Александра Карађорђевића, а због малолетства новог краља. На челу Намесништва налазио се кнез Павле Карађорђевић, а постојало је до 27. марта 1941. када је током војног пуча Намесништво укинуто, а малолетни краљ доведен на престо. 
Друго Намесништво формирано 29. јануара, односно 2. марта 1945. у току кризе око легитимитета над југословенском државом између Владе Краљевине Југославије, која се налазила у егзилу и Националног комитета ослобођења Југославије, који се налазио у земљи. Формирање Намесништва било је део преговора Тито—Шубашић. Постојало је до проглашења ФНР Југославије, 29. новембра 1945. чиме је и званично укинута Краљевина Југославија.

## Уставне надлежности
Према Уставу Краљевине Југославије донетом 3. септембра 1931. одредбе о Намесништву биле су груписане у одељак VI. и према њему је — Краљевску власт вршило Намесништво када је краљ малолетан или када је због душевне или телесне болести био трајно неспособан да врши краљевску власт. Образовање Намесништва и престанак његовог рада одређивало је Народно представништво на заједничкој седници Сената и Народне скупштине. 
Намесничка власт припадала је по праву наследнику престола, ако је био пунолетан. Иначе би намесничку власт вршила три лица која би краљ одредио нарочитим актом или тестаментом. Истовремено је краљ одређивао сваком намеснику по једног заменика. У случају да краљ не би одредио намеснике или да није било могуће образовати Намесништво од бар два намесника, Народно представништво би бирало тајним гласањем, у заједничкој седници, потребан број краљевских намесника. Намесници су могли бити само грађани Краљевине Југославије. О васпитању малолетног краља старали би се намесници, а о његовом имању бринули би се старатељи одређени краљевим тестаментом. Ако преминули краљ не би одредио старатеље именовали би их намесници по саслушању председника Државног савета, Касационог суда и Главне контроле.

## Намесништво 1934—1941.
У тренутку убиства краља Александра Карађорђевића, 9. октобра 1934. у Марсељу, његов најстварији син принц Петар Карађорђевић био је малолетан и имао је свега 11 година. Због малолетства новог краља, управљање земљом поверено је Намесништву, у које су према тестаменту покојног краља именовани — кнез Павле Карађорђевић, Иво Перовић и Раденко Станковић. Перовић је био правник, а у периоду пре Првог светског рата истицао се као радник на националном пољу, а нарочито у Задру и околини, где је организовао соколска и друга просветна друштва. Пре именовања на функцију, био је бан Савске бановине. Станковић је био лекар-кардиолог, оснивач и професор Медицинског факултета у Београду, а од 1929. лични лекар краља Александра. Кнез Павле, коме је у суштини припадала сва власт, био је брат од стрица покојног краља, син кнеза Арсена, брата крља Петра I.  
Намесништво је у име малолетног краља владало Југославијом, до 27. марта 1941. када је услед политичке кризе око приступања Краљевине Југославије Тројном пакту, извршен војни пуч којим је збачено Намесништво, а краљ Петар II проглашен прунолетним и доведен на престо. Чланови Намесништва су 27. марта формално потписали оставке, чиме је Намесништво престало да постоји. Кнез-намесник, заједно са члановима породице, отишао је у егзил, најпре у Грчку, а потом у Каиро. Друга два намесника су остала у земљи, а након Другог светског рата су 18. августа 1949. због приступања Југославије Тројном пакту осуђени на вишегодишње казне затвора — Станковић на 12, а Перовић на 11 година. 
| Списак чланова Намесништва 1934—1941. | Списак чланова Намесништва 1934—1941. | Списак чланова Намесништва 1934—1941. | Списак чланова Намесништва 1934—1941. | Списак чланова Намесништва 1934—1941. | Списак чланова Намесништва 1934—1941. | Списак чланова Намесништва 1934—1941. | Списак чланова Намесништва 1934—1941. | Списак чланова Намесништва 1934—1941. |
| број                                  | фото                                  | име и презиме                         | почетак мандата                       | крај мандата                          | трајање мандата                       | напомена                              | реф.                                  |                                       |
| ------------------------------------- | ------------------------------------- | ------------------------------------- | ------------------------------------- | ------------------------------------- | ------------------------------------- | ------------------------------------- | ------------------------------------- | ------------------------------------- |
| 1                                     |                                       | Павле Карађорђевић 1893—1976          | 11. октобар 1934.                     | 27. март 1941.                        | 6 година, 167 дана                    | кнез-намесник                         | [ 1 ]                                 |                                       |
| 2                                     |                                       | Иво Перовић 1882—1958                 | 11. октобар 1934.                     | 27. март 1941.                        | 6 година, 167 дана                    |                                       | [ 1 ]                                 |                                       |
| 3                                     |                                       | Раденко Станковић 1880—1956           | 11. октобар 1934.                     | 27. март 1941.                        | 6 година, 167 дана                    |                                       | [ 1 ]                                 |                                       |

## Намесништво 1945.
У току Другог светског рата у Југославији, краљ Петар II и Влада Краљевине Југославије налазили су се у егзилу, најпре у Каиру, а потом у Лондону. За то време у окупираној земљи је трајао сукоб између Југословенске војске у отаџбини (четници), која је била под командом Владе у егзилу и Народноослободилачке војске Југославије (партизани), револуционарне снаге под руководством Комунистичке партије Југославије. Партизани су новембра 1942. формирали Антифашистичко веће народног ослобођења (АВНОЈ), који је био највише представничко тело Народноослободилачког покрета и револуционарна скупштина, која је на свом Другом заседању, 29. новембра 1943. донела одлуке према којима ће Нова Југославија бити изграђена на федералном принципу са републиканским уређењем, док је краљу забрањен повратак у земљу. Истовремено формиран је Национални комитет ослобођења (НКОЈ), који је представљао револуционарну владу у земљи. Средином 1943. партизани су почели да добијају подршку западних Савезника, док су четници почели да је губе, због сарадње са окупаторским снагама. Под притиском Савезника, половином 1944. започели су преговори између вође Народноослободилачког покрета Јосипа Броза Тита и председника Краљевске владе Ивана Шубашића. На основу споразума Тито—Шубашић од 16. јуна 1944. Краљевска влада је прихватила одлуке АВНОЈ и признала легитимитет органа које је основао АВНОЈ, док је питање опстанка монархије остављено је за после рата.
Након ослобођења већег дела земље, које су у јесен 1944. извршиле јединице НОВЈ, уз помоћ Црвене армије, у ослобођеном Београду настављени су преговори Тита и Шубашића, током којих је постигнут договор да се уместо две владе (у егзилу и у земљи) формира заједничка влада, која би после рата расписала изборе за скупштину, а која би након тога донела одлуку о даљем државном уређењу. Споразумом потписаним 7. децембра 1944. договорено је да краљ Петар II остане титуларни владар, али да се у земљи формира Намесништво, које ће представљати краља у Југославији. О постигнутом споразуму Петар II је 21. децембра 1944. и 9. јануара 1945. разговарао са председником британске владе Винстоном Черчилом и министром иностраних послова Ентоном Идном, који му је саветовао да прихвати споразум и формира Намесништво, јер би у супротном Совјетски Савез могао једноставно признати НКОЈ као југословенску владу.
Незадовољан споразумом краљ Петар II се 11. јануара 1945. формално успротивио одлуци да Намесништво и АВНОЈ имају законодавна овлашћења и одбацио споразуме Тито—Шубашић, а 22. јануара је сменио Шубашића јер је закључио споразум без консултације са њим. Како су Британци добили подршку Сједињених Држава да Шубашић, упркос краљевим примедбама, настави са спровођењем споразума са Титом, краљ је повукао разрешење Шубашића. Прихватајући потписане споразуме краљ је 29. јануара 1945. потписао Указ којим је краљевску власт пренео на Намесништво (Регентски савет), до решења Уставотворне скупштине о коначном уређењу земље. Након одлуке о формирању трочланог Намесништва, настао је проблем око избора његових чланова, јер је требало изабрати личности које ће бити прихватљиве и краљу и руководству НОП у земљи. Први чланови намесништва, које је предложио краљ били су — генерал и бивши председник краљевске владе Душан Симовић, министар у краљевској влади и члан ХСС Јурај Шутеј и бивши бан Дравске бановине и члан НКОЈ Душан Сернец. Тито 5. фебруара одбио да прихвати Шутеја и уместо њега предложио Анту Мандића, члана АВНОЈ. Шубашић се успротивио именовању Симовића, због доношења одлуке о капитулацији априла 1941, без консултације са другим министрима у влади и уместо њега предложио Сретена Вукосављевића, министра у краљевској влади и члана Председништва АВНОЈ. Половином фебруара краљ је уместо Вукосављевића, предложио Милана Грола и наставио да инсистира на предлогу Шутеја, али је Тито одбио оба предлога. Пошто су Тито и Шубашић 26. фебруара закључили даљи споразум којим су Срнец и Мандић наведени као словеначки и хрватски чланови Намесништва, дали су краљу списак од четири потенцијална српска члана Намесништва, које може изабрати. Како је био обавештен да има рок од неколико дана да одабере, иначе се у супротном претпоставља његов пристанак, краљ је одабрао Срђана Будисављевића, бившег министра краљевске владе.
Краљевским указом од 2. марта 1945. именована су три члана Регентског савета — Срђан Будисављевић, Анте Мандић и Душан Сернец. Формирано Намесништво је 7. марта 1945. донело свој једини званичном акт када је именовало Привремену владу Југославије, у складу са споразумом Тито—Шубашић. Након што је 7. августа 1945. у Београду отпочело Треће заседање АВНОЈ-а, на коме је АВНОЈ допуњен са делом народних посланика последњег сазива Народне скупштине Краљевине Југославије, а потом претворен у Привремену народну скупштину ДФЈ, краљ Петар II је одлучио да прогласом опозове именоване члане Намесништва. Намесници ову одлуку нису прихватили, а Привремена влада и Привремена народна скупштина су је 10. августа одбацили, као неуставну. Након избора за Уставотворну скупштину ДФЈ, одржаних 11. новембра, Уставотворна скупштина се састала 29. новембра 1945. и на првој седници донела Деклерацију о проглашењу Федеративне Народне Републике Југославије чиме је званично укинута монархија у Југославији. Овим чином пресатло је да постоји Намесништво. 
| Списак чланова Намесништва 1945. | Списак чланова Намесништва 1945. | Списак чланова Намесништва 1945. | Списак чланова Намесништва 1945. | Списак чланова Намесништва 1945. | Списак чланова Намесништва 1945. | Списак чланова Намесништва 1945. | Списак чланова Намесништва 1945. |
| број                             | фото                             | име и презиме                    | почетак мандата                  | крај мандата                     | трајање мандата                  | напомена                         | реф.                             |
| -------------------------------- | -------------------------------- | -------------------------------- | -------------------------------- | -------------------------------- | -------------------------------- | -------------------------------- | -------------------------------- |
| 1                                |                                  | Срђан Будисављевић 1884—1968     | 2. март 1945.                    | 29. новембар 1945.               | 272 дана                         |                                  |                                  |
| 2                                |                                  | Анте Мандић 1881—1959            | 2. март 1945.                    | 29. новембар 1945.               | 272 дана                         |                                  |                                  |
| 3                                |                                  | Душан Сернец 1882—1952           | 2. март 1945.                    | 29. новембар 1945.               | 272 дана                         |                                  |                                  |